# Elthusa nanoides
Elthusa nanoides là một loài chân đều trong họ Cymothoidae. Loài này được Stebbing miêu tả khoa học năm 1905.